# Glaktophágok

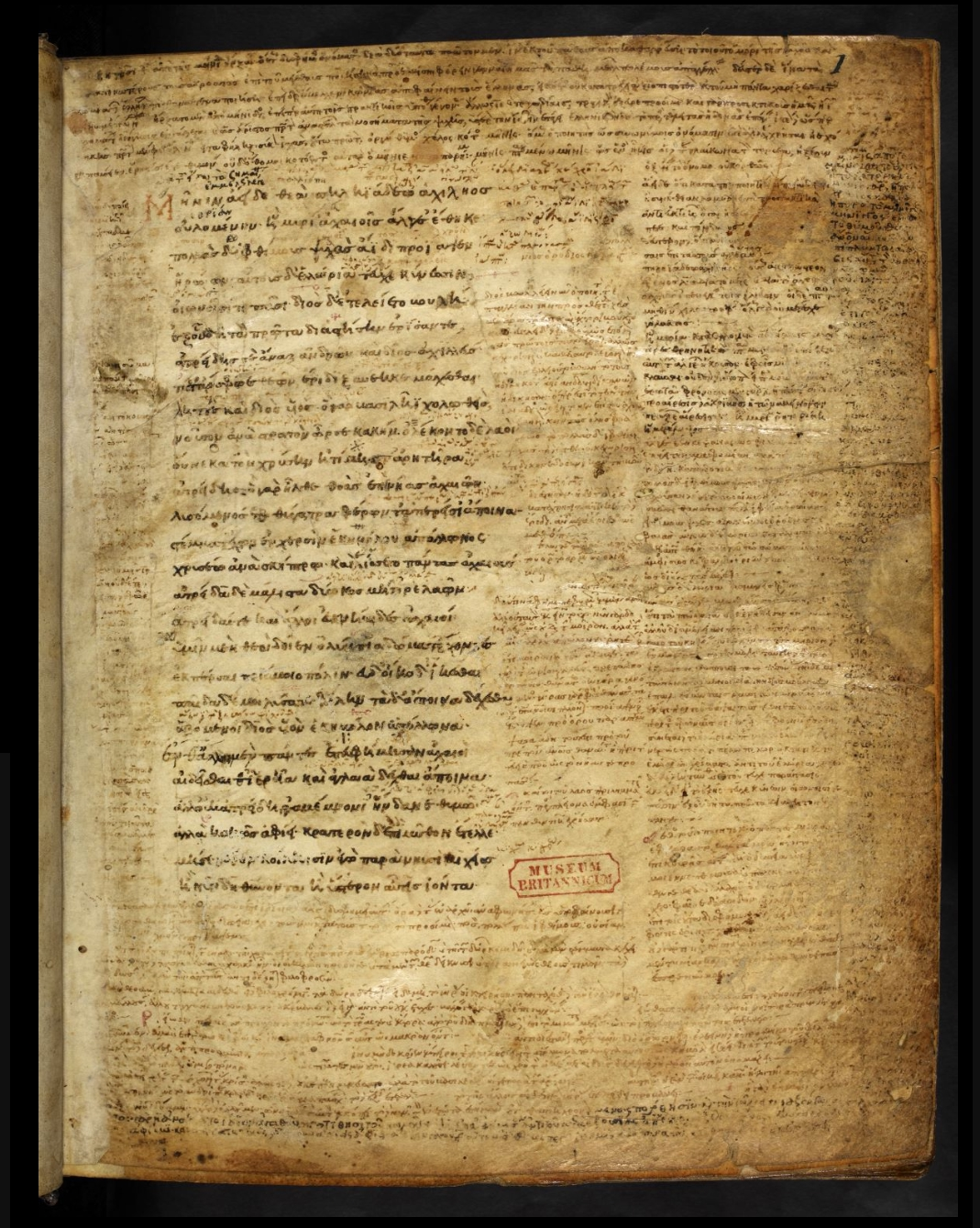
Az Iliasz kéziratos másolata

A glaktophagoi (γλακτοφάγοι) kifejezés – jelentése tejevők – a kancafejőnek nevezett nép jelzője Homérosz költeményében. E jelzőt az ókor történetírói tulajdonnévnek is tekintették, s különböző kelet-európai népekre próbálták ráruházni.
A tejivó kancafejők (hippémolgoi glaktophagoi: ιππημολγοι γλακτοφάγοι) neve az Iliaszban bukkan fel, az abioi (αβιοι), müsz (μυσοι) stb. nemzetség társaságában.
„Zeusz miután Hektórt s népét a hajók fele vitte,
ott is hagyta a fáradalom s örökös hadivész közt;
ő maga meg ragyogó szemeit másmerre vetette,
messze lovas thrákok tájékát vette szemügyre,
harcos műsz népét s tejivó jó kancafejőkét
és az igazszívű abiosz népnek mezejét is;
Trója felé már nem fordult ragyogó szeme többé:
mert nem hitte szivében, hogy valamely örök isten
menne segítségére a trósznak vagy danaosznak.”
– Tizenharmadik ének: Harc a hajóknál (Devecseri Gábor fordítása).
Homérosz bizonyára hallott a kelet-európai pusztán élő népekről, többek között a szkítákról, életmódjukról, szokásaikról. Kijelentései tehát nem egészen légből kapottak. Az említett nevekkel, jelzőkkel azonban aligha valóságos nemzeteket jelölt, illetve minősített. A tejivó kancafejő és az abioi nemzetség vélhetően költői képzeletének szülötte, akárcsak kijelentései, pl. az abioi néppel kapcsolatban: „legigazságosabbak az emberek között”.
Az ókor történetírói közül többen – ha kételkedtek is Homérosz kinyilatkoztatásában – létező népeknek tekintették a felsoroltakat, s a glaktophagoi jelzőt is tulajdonnévként kezelték. A kelet-európai pusztán élő különböző népekhez, jobbára szkítákhoz próbálták a szóban forgó neveket hozzárendelni. Ekképpen öltött testet pl. a latinos Scythae Agavi, Hippemolgi, Galactophagi (és Galactopotae), valamint az Abii nevű népcsoport. Agavi és Abii valószínűleg ugyanaz.
Ahogyan gyarapodtak a földrajzi stb. ismeretek, akként sokasodtak a kétségek – Sztrabón például vitatja a felsorolt nevekkel illetett népek kilétét –, illetve kerültek az említett nevek a térképeken mind távolabbra, az ismert világ pereméhez. Utóbb pedig Közép-Ázsia területére.
Ptolemaiosz szerint a tejivó szkíták (Galaktophagoi Szküthai: Γαλακτοφαγοι Σκυθαι) az Aspisia ore (Ασπισια ορε) és a Tapoura ore (Ταπουρα ορε) hegység környékén laktak. E nevek – szerzőnk talán tévedett elhelyezésüket illetően – a Kopet-dag, illetve Tabarisztán (Mázandarán) hegyeit jelölhetik. Előbbi, Ptolemaiosz művében, a közelben tanyázó avarokról (Aspisioi: Ασπισιοι) kölcsönözte nevét. A tejivó jelzőt következésképpen akár a nevezett népre is vonatkoztathatjuk.